# Nedošín
Nedošín je část města Litomyšl v okrese Svitavy v Pardubickém kraji. Nachází se na severozápadě Litomyšle. V roce 2009 zde bylo evidováno 124 adres. V roce 2001 zde trvale žilo 239 obyvatel.
Nedošín je také název katastrálního území o rozloze 4,15 km2.
Prochází tudy silnice I/35 a železniční trať Choceň - Litomyšl se zastávkou Litomyšl-Nedošín.

## Památky
- Pernštýnský dvůr
- socha svatého Václava
- kaplička svatého Antonína v Nedošínském háji
- vojenský hrob

## Další fotografie

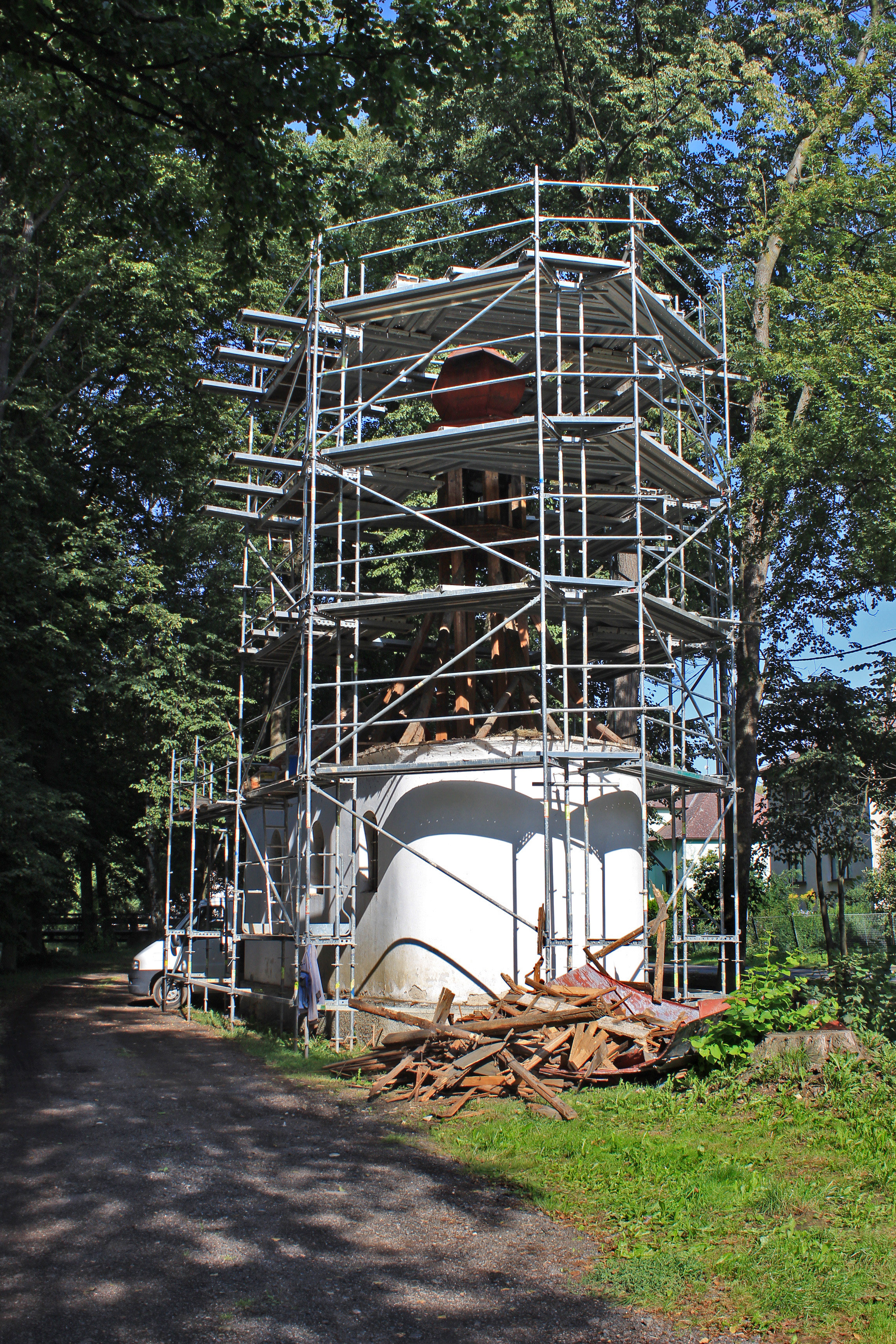
Opravovaná kaple
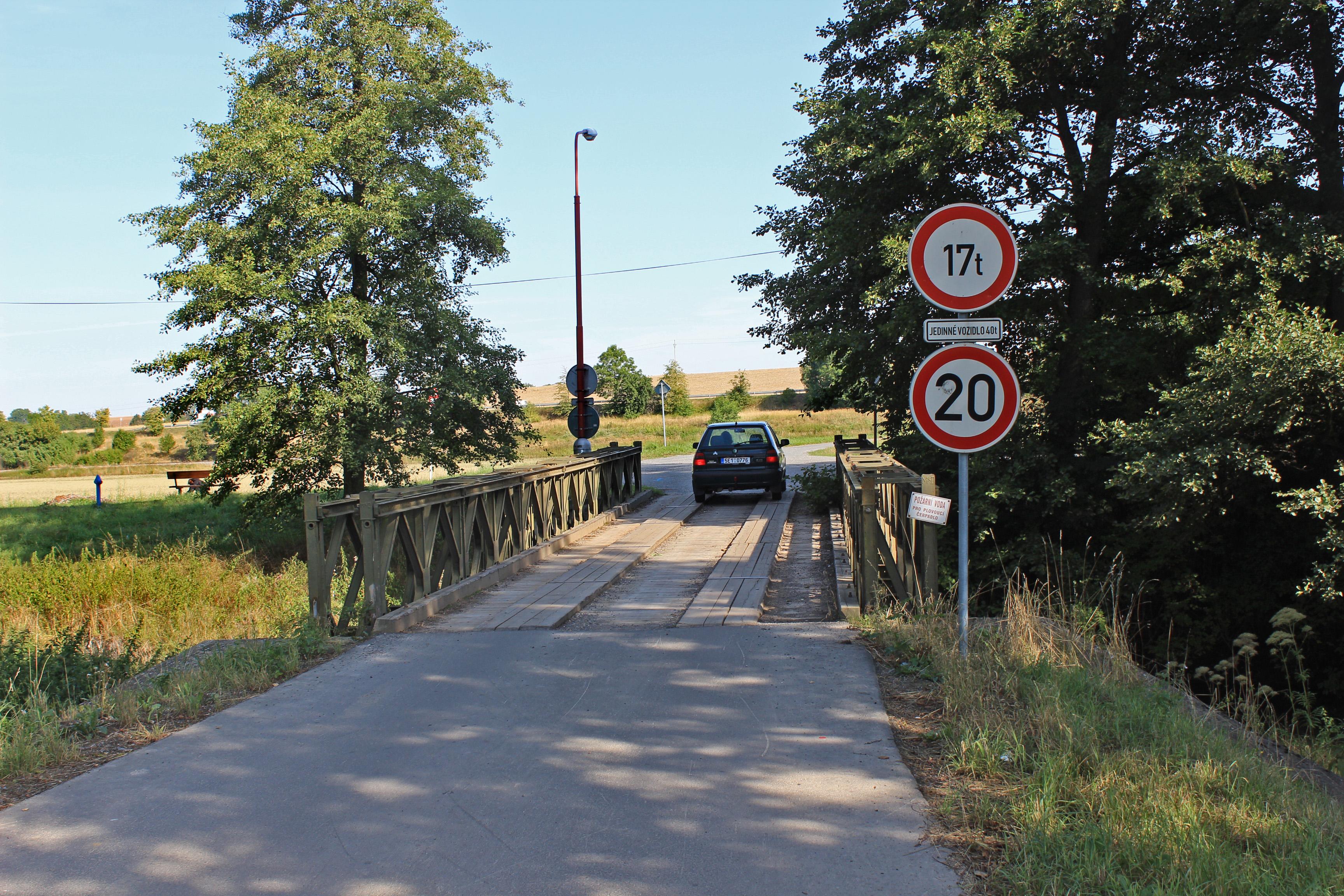
Most přes Loučnou
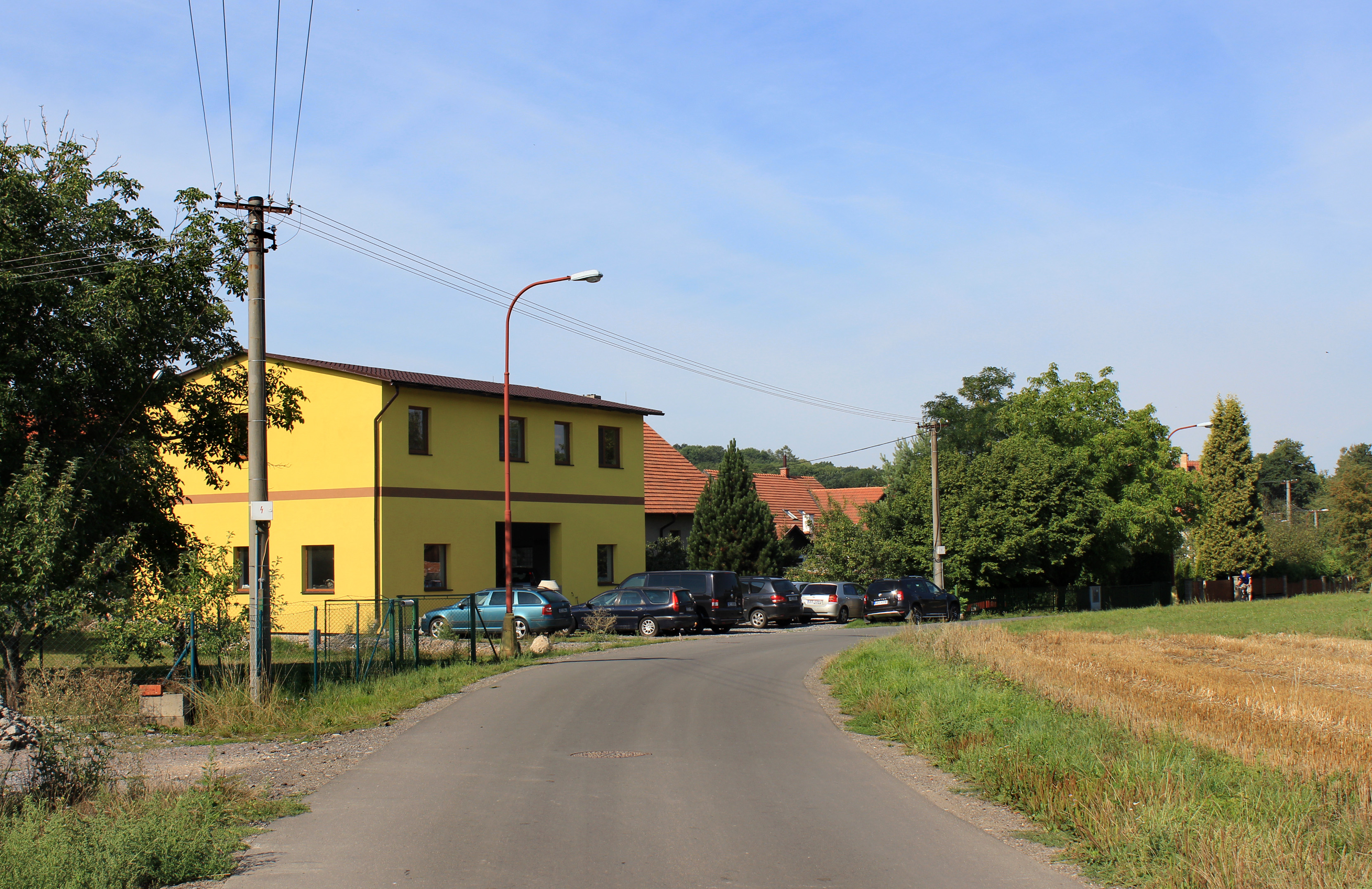
Hlavní silnice